# Бухар, Эмил
| Открытые астероиды: 1 | Открытые астероиды: 1 |
| --------------------- | --------------------- |
| (1055) Тынка          | 17 ноября 1925        |

Эмил Бухар (чеш. Emil Buchar, 4 августа 1901 — 20 сентября 1979) — чешский астроном, геодезист, первооткрыватель комет и астероидов.
Эмил Бухар родился в августе 1901 года в городе Lázně Bělohrad (англ.) и с 1915 по 1921 год учился в средней школе этого города. С 1921 по 1926 год изучал астрономию на факультете естественных наук Карлова университета, где в 1927 году получил докторскую степень. Некоторое время он работал в Алжире, где 17 ноября 1925 года в Алжирской обсерватории он открывает астероид (1055) Тынка, названный им в честь своей матери.
До конца учёбы он работал в качестве ассистента в Астрономический институт Карлова университета. После он поступает в «Военный географический институт», где проходит обучение по специальности геодезия. В 1946 году он получает должность профессора астрономии и геофизики «Технического университета» в Праге, а в 1952 году избирается членом-корреспондентом Чехословацкой Академии наук в 1952 году и получает учёную степень доктора математических наук.
Профессор Бухар в начале своей научной деятельности занимался в основном наблюдением двойных звёзд и астероидов. В последующем он начинает наблюдения комет, которые в конце концов приводят к обнаружению новой кометы.
После войны он разрабатывает метод расчёта географических координат, который позволяет с высокой точностью определять изменения во вращении Земли. Во время запуска первого искусственно спутника его работы оказали важное влияние при расчёте траектории движения спутника по орбите, в том числе геодезических спутников, а также рассматривались различные варианты стабильных орбит при запуске зондов к Луне, Венере и Меркурию.
Помимо своей научной деятельности он также вёл активную педагогическую и организационную деятельность в «Чехословацком техническом университете», он участвовал в подготовке ряда выдающихся учёных геодезистов, а также выпуске многочисленных учебников и учебных пособий по сферической астрономии.
Профессор Эмил Бухар представлял Чехословакию во многих международных научных организациях, в том числе был членом международного астрономического союза и принимал участие в работе нескольких его комитетов.
Он умер в сентябре 1979 года в городе Пршибрам после тяжёлой болезни.
В знак признания его заслуг одному из астероидов было присвоено его имя (3141) Бухар.